# 志布志町安楽
志布志町安楽（しぶしちょうあんらく）は、鹿児島県志布志市の大字。住居表示は実施されていないため、志布志町安楽の後に番地が入る。郵便番号は899-7104。

## 地理
志布志町安楽は志布志市の南部、旧志布志町域の南西、志布志湾に面する。海岸の低地と安楽川沿いの水田地帯からなり、北は有明町伊勢田と、東は志布志町志布志と、西は有明町と接する。志布志町安楽域内は国道448号や都城志布志道路が横断する様に走り、安楽川が縦断するように流れる。旧志布志町の大字安楽と地理的に同義であり、志布志町の周辺自治体との合併に伴う志布志市の発足により、安楽は志布志町安楽へと改称された。

### 河川
- 安楽川[3]
- 尾野見川

## 施設
- 志布志運動公園[4]
- 志布志国際コンテナターミナル
- 志布志市埋蔵文化財センター[5]
- 鹿児島県立志布志高等学校
- 尚志館高等学校
- 志布志市立香月小学校
- 志布志市立安楽小学校
- 九州労働金庫志布志支店[6]
- 志布志安楽郵便局[7]
- 稚児ノ松簡易郵便局[8]
- 弓場ヶ尾簡易郵便局[9]
- 安楽城址
- 安楽神社
- 安楽山宮神社
- 円光寺
- 安楽温泉[10]

## 交通

### 鉄道

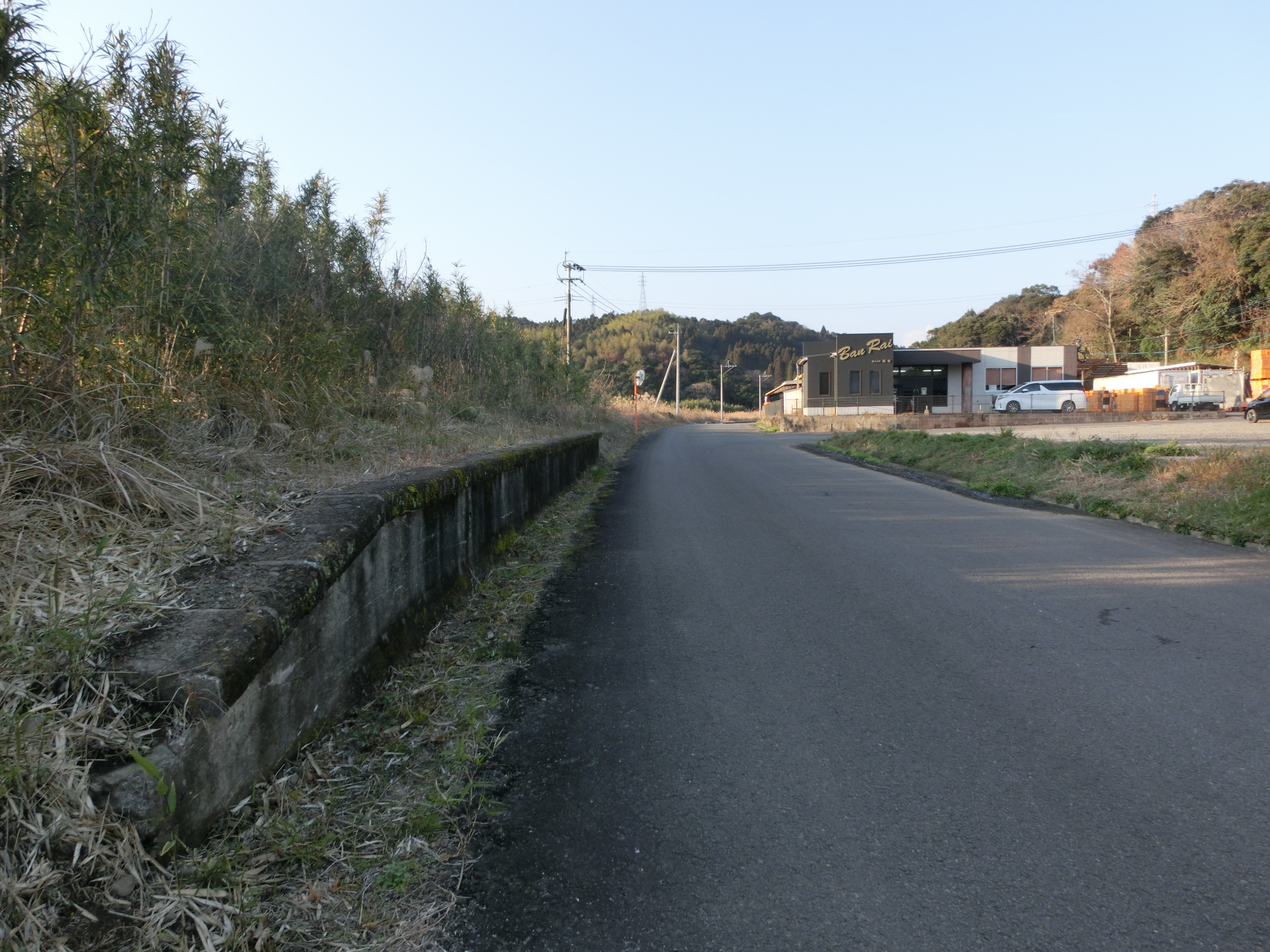
安楽駅のプラットホーム跡

1987年まで安楽駅（国鉄志布志線）と中安楽駅（国鉄志布志線）が所在していたが、現在は廃止されたため、域内に鉄道駅はない。最寄駅は隣接する志布志町志布志に所在する志布志駅（JR日南線）が挙げられる。

### 道路
高速自動車国道
- 東九州自動車道
  - 志布志インターチェンジ

一般国道
- 国道448号

主要地方道
- 鹿児島県道63号志布志福山線（都城志布志道路）
- 鹿児島県道523号志布志有明線
- 鹿児島県道499号柿之木志布志線

広域農道
- 大隅グリーンロード

### バス
- 鹿児島交通[11]

## 統計

### 人口
2015年の国勢調査によると志布志町安楽の人口は5,762人、世帯数は2,484世帯である
。

### 選挙
以下は志布志町安楽内の選挙区別男女登録者数である。

なお、表の単位は（人）である。
| 選挙区         | 男  | 女  | 計    |
| -------------- | --- | --- | ----- |
| 香月小学校     | 724 | 784 | 1,508 |
| 若葉団地集会所 | 409 | 463 | 872   |
| 一丁田公民館   | 191 | 212 | 403   |
| 安楽小学校     | 713 | 851 | 1,564 |
| 上門公民館     | 301 | 302 | 603   |

## 学区
志布志町安楽の児童は公立学校ならば小学校は志布志市立安楽小学校もしくは志布志市立香月小学校に、中学校は志布志市立志布志中学校に進学する

## 文化財

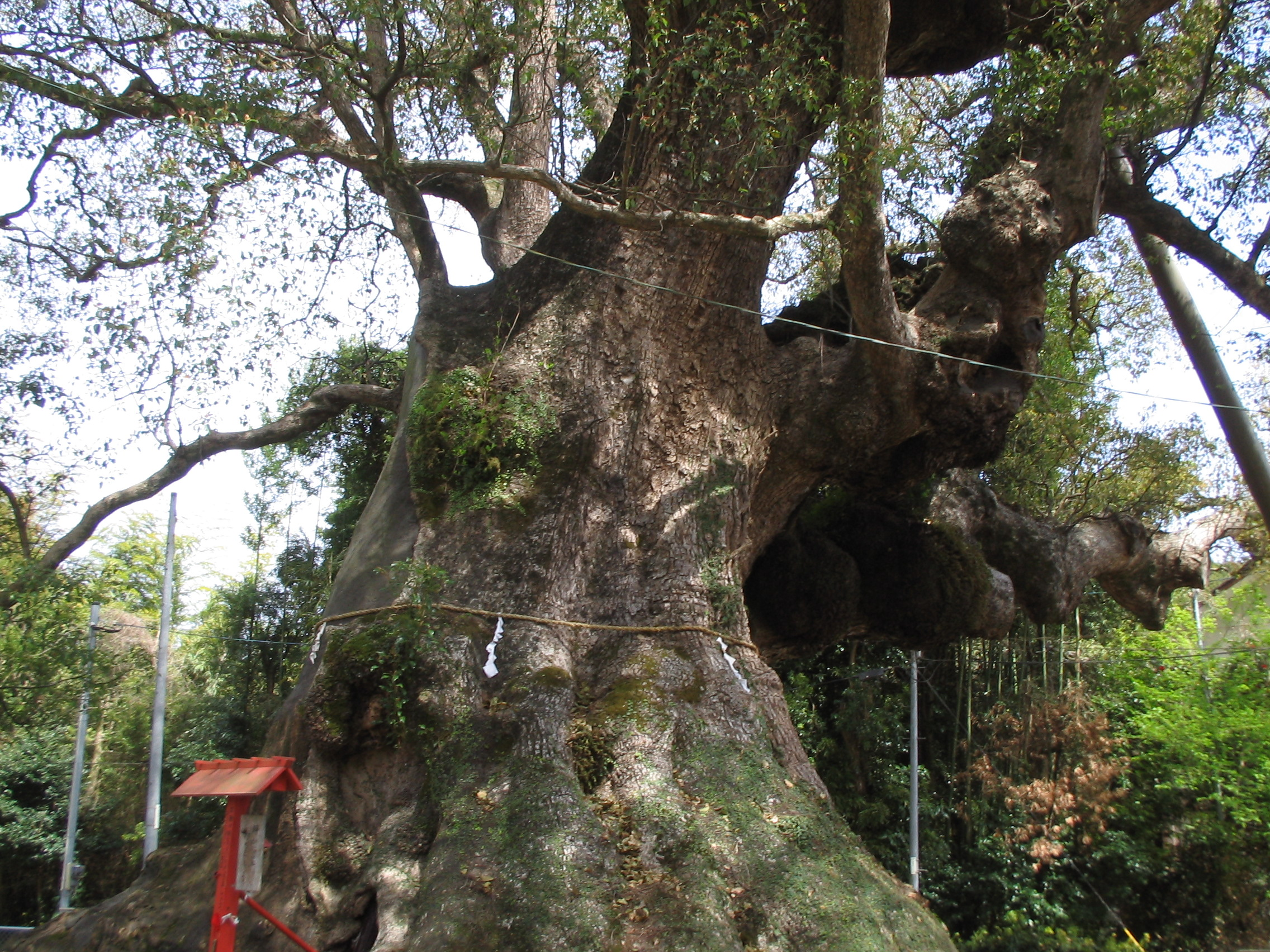
天然記念物である志布志の大クス

志布志町安楽内の文化財は以下の通りである。
| 名称                   | 指定   | 区分           | 指定年月日     |
| ---------------------- | ------ | -------------- | -------------- |
| 銅鏡 唐草鴛鴦文様 一面 | 国指定 | 有形文化財     | 1918年4月8日   |
| 志布志の大クス         | 国指定 | 天然記念物     | 1941年11月13日 |
| カギヒキ・正月踊       | 県指定 | 無形民俗文化財 | 1962年10月24日 |
| 上門の田の神           | 市指定 | 有形民俗文化財 | 1971年7月1日   |
| 中島の田の神田の神舞型 | 市指定 | 有形民俗文化財 | 1971年7月1日   |
| 中島の田の神仏像型     | 市指定 | 有形民俗文化財 | 1971年7月1日   |
| 中宮の田の神           | 市指定 | 有形民俗文化財 | 1971年7月1日   |
| 安楽城跡               | 市指定 | 記念物         | 2005年12月20日 |